# Román Camacho
Román Camacho es un periodista venezolano que ha trabajado en medios de prensa tales como Contrapunto y Unión Radio, también trabajo como fotógrafo para La Patilla. En junio de 2024 Camacho fue galardonado con el Premio Nacional de Periodismo en la categoría Medio Digital. Román fue detenido por fuerzas de seguridad en Caracas el 4 de marzo de 2025 mientras cubría un asesinato en el barrio José Félix Ribas, en Petare. El hecho fue denunciado por el Sindicato Nacional de Trabajadores de la Prensa (SNTP). Camacho fue liberado días después. 